# 山元毅

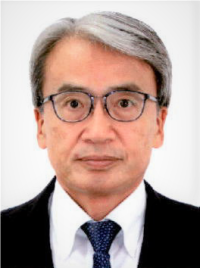
外務省より公表された公式肖像画像

山元 毅（やまもと つよし、1962年12月23日 - ）は、日本の外交官。リオデジャネイロ総領事や、東京都政策企画局外務長、駐グアテマラ特命全権大使を経て、駐ペルー特命全権大使。

## 経歴・人物
大阪府出身。1984年外務公務員採用上級試験合格。1985年同志社大学法学部政治学科卒業、外務省入省。スペイン外交官学校国際コース修了。在アメリカ合衆国日本国大使館一等書記官を経て、2000年在ブラジル日本国大使館一等書記官。2002年同参事官。同年外務省総合外交政策局科学原子力課国際科学協力室長。2004年外務省大臣官房広報文化交流部文化交流課人物交流室長。2006年内閣官房拉致問題対策本部事務局総合･調整室副室長。2008年内閣官房拉致問題対策本部事務局政策企画室長。同年在アルゼンチン日本国大使館参事官。2011年同公使。同年在ウィーン国際機関日本政府代表部公使。2014年からリオデジャネイロ総領事を務め、2016年リオデジャネイロオリンピックに向けた日本人保護施策が評価され、リオデジャネイロ州軍警察から勲章を授与された。2017年東京都政策企画局外務長。2019年から特命全権大使グアテマラ共和国駐箚。2023年から特命全権大使ペルー共和国駐箚。

## 同期
- 相木俊宏（21年タジキスタン大使）
- 磯俣秋男（24年スリランカ大使・21年アラブ首長国連邦大使）
- 市川とみ子（23年軍縮会議代表部大使）
- 伊藤恭子（23年チリ大使・20年エチオピア大使）
- 稲垣久生（23年トンガ大使）
- 大菅岳史（22年チュニジア大使・19年国連次席大使・18年外務報道官・17年アフリカ部長）
- 大森摂生（22年ボツワナ大使）
- 島田順二（21年メルボルン総領事）
- 清水信介（22年特命全権大使（アフリカ開発会議（TICAD）担当兼アフリカの角地域関連担当、国連安保理改革担当、安保理非常任理事国選挙担当）・18年チュニジア大使）
- 鈴木秀生（24年特命全権大使（広報外交担当兼国際保健担当、メコン協力担当）・20年チェコ大使・19年国際協力局長・17年地球規模課題審議官）
- 鈴木浩（22年インド大使・20年外務審議官・12年内閣総理大臣秘書官）
- 鈴木亮太郎（21年アイスランド大使）
- 滝崎成樹（20年内閣官房副長官補・19年アジア大洋州局長）
- 竹内一之（22年ザンビア大使）
- 垂秀夫（20年中国大使・19年官房長）
- 中前隆博（22年スペイン大使・19年アルゼンチン大使・17年中南米局長）
- 橋本尚文（22年特命全権大使（人権担当兼国際平和貢献担当）・20沖縄大使・18年イラク大使）
- 福島秀夫（21年パナマ大使・18年ヒューストン総領事）
- 前田徹（21年ブルネイ大使）
- 三澤康（25年関西担当大使・22年タンザニア大使）
- 水嶋光一（21年イスラエル大使・19年領事局長）
- 水越英明（24年スウェーデン大使・21年スリランカ大使・20年国際情報統括官）
- 武藤顕（23年ロシア大使・22年外務省研修所長）
- 森美樹夫（23年ニューヨーク総領事・21年領事局長）